# Life After Death
Life After Death je druhé studiové album amerického rappera The Notorious B.I.G.. Dvojalbum bylo vydáno patnáct dní po rapperově smrti u společnosti Bad Boy Records. Roku 2000 album získalo certifikaci diamantová deska od americké společnosti RIAA. Nejúspěšnějšími singly z alba jsou písně "Hypnotize" (ft. Pamela Long) a "Mo Money Mo Problems" (ft. Puff Daddy, Mase a Kelly Price), oba singly se vyšplhaly na první příčku žebříčku Billboard Hot 100.

## Po vydání
Na albu spolupracovali umělci jako R. Kelly, Jay-Z, Puff Daddy, Mase, Lil Kim nebo skupina Bone Thugs-n-Harmony. Z velké části album produkoval tým producentů The Hitmen, který tehdy zahrnoval producenty, jako jsou Sean "Puff Daddy" Combs, Stevie J, Nashiem Myrick, 6 July, D-Dot, Amen-Ra, Daron Jones a Chucky Thompson.
Album, před oficiálním zápočtem, debutovalo na 176. příčce žebříčku Billboard 200, ve svém prvním oficiálním týdnu však obsadilo první místo tohoto žebříčku. Roku 2000 získalo album certifikaci diamantová deska za deset milionů prodaných kusů, jelikož však jde o dvě alba v jednom stačila polovina. Byl jedním z prvních rapperů, kteří toho docílili. Album zabodovalo i v dalších zemích a dosud je pokládáno za jedno z klasických hip hopových alb.

### Další kritiky
- Los Angeles Times -
- The Source -   Archivováno 29. 6. 2011 na Wayback Machine.
- USA Today -

## Tracklist

### CD 1
| #  | Píseň                      | Host(é)                        | Producent(i)                           | Délka |
| -- | -------------------------- | ------------------------------ | -------------------------------------- | ----- |
| 1  | "Life After Death (Intro)" |                                | The Hitmen, The Notorious B.I.G. (co.) | 1:39  |
| 2  | "Somebody's Gotta Die"     |                                | The Hitmen                             | 4:26  |
| 3  | "Hypnotize"                | Pamela Long                    | The Hitmen                             | 3:50  |
| 4  | "Kick in the Door"         |                                | DJ Premier                             | 4:47  |
| 5  | "Fuck You Tonight"         | R. Kelly                       | R. Kelly                               | 5:45  |
| 6  | "Last Day"                 | The LOX                        | Havoc, The Hitmen (co.)                | 4:19  |
| 7  | "I Love the Dough"         | Jay-Z & Angela Winbush         | Easy Mo Bee                            | 5:11  |
| 8  | "What's Beef?"             |                                | The Hitmen, Paragon (co.)              | 5:15  |
| 9  | "B.I.G. Interlude"         |                                | The Hitmen                             | 0:48  |
| 10 | "Mo Money Mo Problems"     | Puff Daddy, Mase & Kelly Price | The Hitmen                             | 4:17  |
| 11 | "Niggas Bleed"             |                                | The Hitmen                             | 4:51  |
| 12 | "I Got a Story to Tell"    |                                | Buckwild, The Hitmen (co.)             | 4:42  |

### CD 2
| #  | Píseň                                    | Host(é)                             | Producent(i)               | Délka |
| -- | ---------------------------------------- | ----------------------------------- | -------------------------- | ----- |
| 1  | "Notorious Thugs"                        | Bone Thugs-n-Harmony                | The Hitmen                 | 6:07  |
| 2  | "Miss U"                                 | 112                                 | Kay Gee                    | 4:58  |
| 3  | "Another"                                | Lil Kim                             | The Hitmen                 | 4:15  |
| 4  | "Going Back to Cali"                     |                                     | Easy Mo Bee                | 5:07  |
| 5  | "Ten Crack Commandments"                 |                                     | DJ Premier                 | 3:24  |
| 6  | "Playa Hater"                            |                                     | The Hitmen                 | 3:57  |
| 7  | "Nasty Boy"                              |                                     | The Hitmen                 | 5:26  |
| 8  | "Sky's the Limit"                        | 112                                 | Clark Kent                 | 5:29  |
| 9  | The World Is Filled..."                  | Carl Thomas, Puff Daddy & Too Short | The Hitmen                 | 4:54  |
| 10 | "My Downfall"                            | D.M.C.                              | The Hitmen                 | 5:26  |
| 11 | "Long Kiss Goodnight"                    |                                     | RZA                        | 5:18  |
| 12 | "You're Nobody (Til Somebody Kills You)" | Faith Evans                         | The Hitmen, DJ Enuff (co.) | 4:52  |

## Mezinárodní žebříčky
| Země (1997)              | Umístění |
| ------------------------ | -------- |
| Austrálie                | 59       |
| Kanada                   | 3        |
| UK Albums Chart          | 20       |
| US Billboard 200         | 1        |
| US Billboard R&B/Hip-Hop | 1        |